# Carlo Erba (farmacista)
Carlo Erba (Vigevano, 17 novembre 1811 – Milano, 6 aprile 1888) è stato un farmacista e imprenditore italiano, fondatore della casa farmaceutica omonima.

## Biografia
Dopo aver compiuto gli studi umanistici a Vigevano, nel 1828, a 17 anni, si trasferisce a Milano per compiere l'apprendistato di farmacista.
Nell'ottobre del 1833 si iscrive alla Facoltà di Medicina e Farmacia dell'Università di Pavia; durante gli studi frequenta come praticante la farmacia Grammatico di Vigevano, ove approfondisce le conoscenze sulle metodologie messe a punto da Friedrich Sertürner per l'estrazione degli alcaloidi dell'oppio, e quelle per la produzione dello zucchero dalla barbabietola.

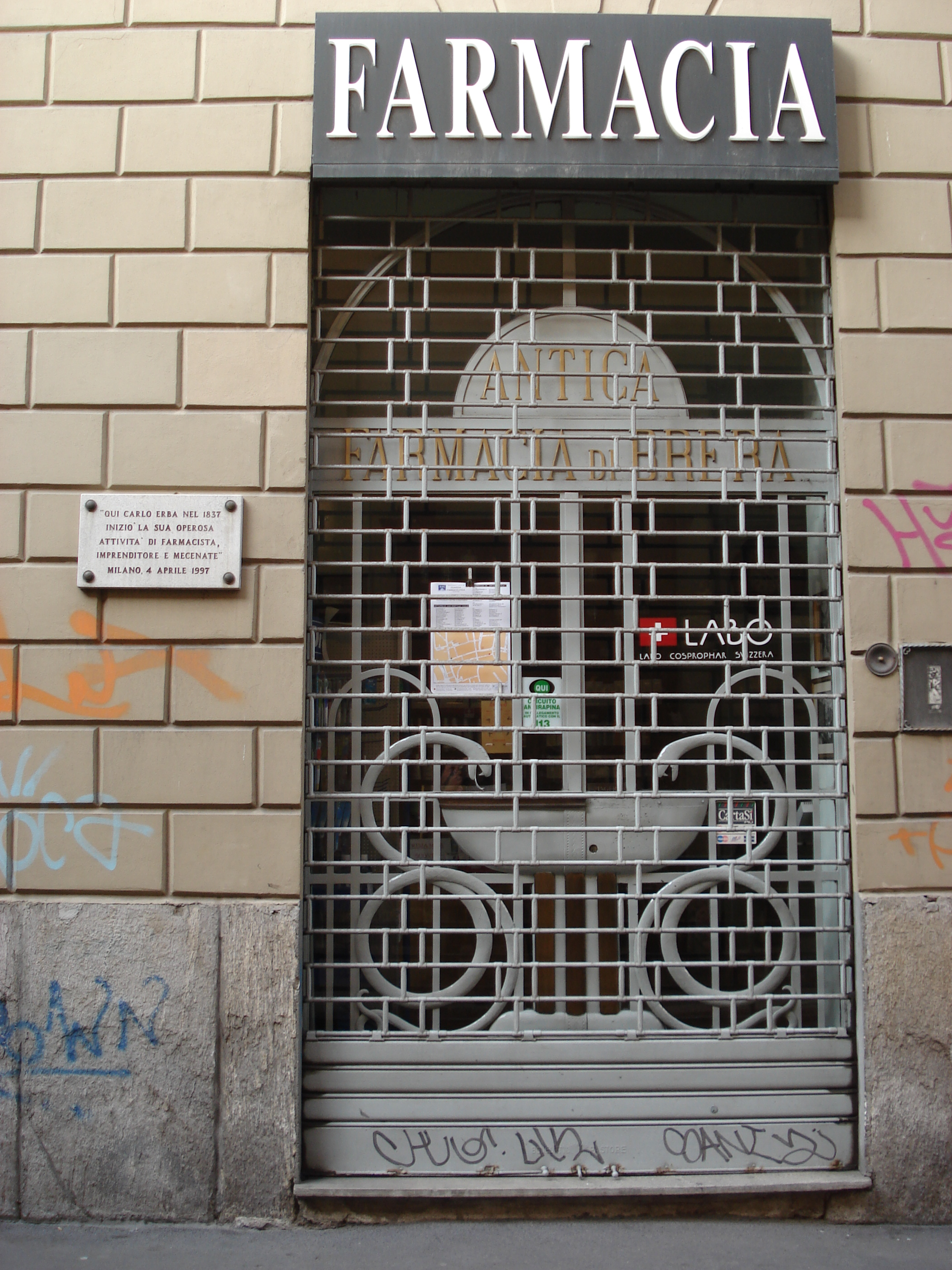
L'"Antica Farmacia Brera" in via Fiori Oscuri, a Milano. Come ricorda la lapide accanto all'ingresso, qui ebbe origine nel 1837 quella che sarebbe diventata la prima azienda farmaceutica italiana, la Carlo Erba.

Nel 1837 torna a Milano ove prende in gestione l'Antica Farmacia di Brera, in via dei Fiori Oscuri. Attorno al 1847 partecipa, assieme a Andrea Verga, Giovanni Polli, Cesare Lombroso ai primi esperimenti sull'uso terapeutico della Cannabis, compiendo i primi tentativi di estrazione dei principi attivi della pianta e avviando nel 1849 il commercio di preparazioni galeniche a base di canapa presso la sua farmacia.
Nel 1853 aprì il primo laboratorio farmaceutico in Italia, contiguo alla sua farmacia; forte del successo commerciale ottenuto, nel 1867 aprì uno stabilimento alla periferia di Milano, che col tempo diverrà la più grande industria chimico-farmaceutica del paese, appunto la Carlo Erba.
Erba fondò al Politecnico di Milano, l'Istituzione Elettrotecnica Carlo Erba e fondò dopo la sua morte l'enciclopedia Carlo Erba curata con il farmacista Angelo Rossi oriundo da Cosentini (Montecorice).
Morì il 6 aprile 1888 nominando suo erede universale il fratello minore Luigi Erba, musicista, che gli succede alla guida dell'azienda. Luigi Erba è padre di Carla, moglie del conte Giuseppe Visconti di Modrone e madre del regista Luchino Visconti. 
Nel 1978 l'azienda è stata fusa con la Farmitalia del Gruppo Montedison e entrambe, nel 1993, sono state acquisite dal gruppo svedese Pharmacia.

## Archivio
L’Archivio storico della ditta Carlo Erba è depositato presso il Centro per la cultura di impresa di Milano, nel fondo Archivio storico Carlo Erba spa e archivi aggregati (estremi cronologici: 1853-1989).